# (35164) 1993 PZ8
1993 PZ8 (asteroide 35164) é um asteroide da cintura principal. Possui uma excentricidade de 0.10219140 e uma inclinação de 4.36637º.
Este asteroide foi descoberto no dia 14 de agosto de 1993 por Eric Walter Elst em Caussols.